# De Witt, Iowa
De Witt är en stad (city) i Clinton County, i delstaten Iowa, USA. Enligt United States Census Bureau har staden en folkmängd på 5 310 invånare (2011) och en landarea på 15,5 km².